# 町野氏
町野氏（まちのし）は姓氏の一つ。三善氏の末裔とされている。
鎌倉幕府問注所初代執事の三善康信の子孫が問注所執事や評定衆を務めていたが、町野氏の祖とされる孫の三善康持は宮騒動に連座して没落し、その子である政康・宗康の兄弟は六波羅探題の評定衆となった。政康の系統は当主の町野康世らが六波羅探題と共に滅亡したが、宗康の系統は建武政権の雑訴決断所に出仕してその後室町幕府の評定衆となった。ただし、永和年間を最後に理由不明のまま記録から姿を消して、鎌倉から召された同じ三善氏の系統である太田長康がその地位を占めている。一方、政康流でも鎌倉にいた者は生き延びたらしく、鎌倉府の奉行人となった町野浄善・町野康久・町野満康は町野康世の親族とみられる（木下聡は浄善を康世の末弟もしくは末子と推定し、浄善ー康久ー満康の系譜を想定する）。
その後、足利義教の勘気を受けて評定衆の太田康雄（前述の長康の子）が失脚すると、代わりに町野康久の後身とみられる町野増悦が京都の幕府に召し出されて評定衆を務め、嘉吉2年（1442年）に75歳で没している。前述のように町野康久の子と見られる満康はそのまま鎌倉府に仕えてその子孫とみられる町野氏が古河公方や小弓公方に仕えていたのが確認される。町野成康は足利成氏から偏諱を与えられ、戦国時代の町野義俊は後北条氏と争って没落した簗田氏に代わって一色氏久とともに足利義氏・氏姫の筆頭重臣格となった。康久が増悦と同一人物とする見解に従えば、増悦の子である町野淳康は満康の弟とみられ、室町幕府管領である斯波義淳の偏諱を得た可能性が高い。淳康は幕府評定衆・神宮方頭人を務めたが、寛正2年6月23日（1461年7月30日）に奉行衆の飯尾之清の邸宅で行われた酒席で之清と口論となって斬られ、帰宅後に死去した。神宮方頭人は淳康の殺害後に摂津之親に任じられたために淳康の後を継いだ息子の町野敏康は応仁の乱をきっかけに所領のある加賀国に下った。乱の終了後に帰京して足利義尚に仕えて延徳3年1月24日（1491年3月4日）に死去した。その後、息子の町野元康、その子の町野康定が継いだことが知られるが、天文15年（1546年）康定が近江国で行われた足利義輝の元服後の吉書始の硯役を務めて以降幕府の記録からは姿を消す。木下聡は近江国六角氏の重臣である蒲生氏に仕えた町野氏が蒲生氏関係の記録に登場するのが元亀年間であることに着目し、摂津氏との政治的競争に敗れた町野康定もしくはその一族が近江に留まって蒲生氏に仕えた可能性を指摘している。その説が正しければ、蒲生氏郷の片腕であった町野繁仍や幕末の会津藩家臣町野重安は評定衆町野氏の後裔ということになる。